# 안돌이지돌이다래미한숨바우
안돌이지돌이다래미한숨바우는 강원특별자치도 정선군 북평면 숙암리에 위치해 있는 길로, 정선아리랑연구소가 선정한 대한민국에서 가장 이름이 긴 지명이다.

## 의미
"안돌이지돌이다래미한숨바우"라는 지명은 강원도 사투리로, 단어를 하나하나 풀어서 보면, ‘안돌이'는 '바위를 안고서야 가까스로 지나가는', '지돌이’는 '바위를 등지고 겨우 돌아가는' 의미라서 '안돌이 지돌이'는 곧 '바위가 많아 두 팔을 벌려 바위를 안고 돌고, 또는 등을 지고 돌고', ‘다래미’는 '다람쥐도', ‘한숨’은 '한숨을 쉬는', ‘바우’는 '바윗길'이라는 의미로, 즉 바위가 많아 두 팔을 벌려 바위를 안고 돌아야할 만큼 험해서 다람쥐 마저도 한숨을 쉬고 가야 할 수준의 길이라는 뜻이 된다. 이 지명은 대전광역시 유성구 학하동의 ‘도야지둥그러죽은골’보다 넉 자가 더 길다.

## 같이 보기
- 긴 한국어 낱말
- 도야지둥그러죽은골
- 타우마타와카탕이항아코아우아우오타마테아투리푸카카피키마웅아호로누쿠포카이웨누아키타나타후
- 뙡